# Tour de Picardie (1953-1965)
O Tour de Picardie é uma antiga corrida de ciclismo por etapas francesa disputada em Picardia. Criada em 1953, a sua última edição disputou-se em 1965.
Desde 2001, o antigo Tour de l'Oise leva o nome de Tour de Picardie.

## Palmarés
| Ano  | Vencedor           | Segundo                  | Terceiro            |
| 1953 | Louis Caput        | Roger Hassenforder       | Gilbert Scodeller   |
| 1954 | André Darrigade    | Pierre Gaudot            | Attilio Redolfi     |
| 1955 | Roger Hassenforder | Jacques Schoubben        | Georges Meunier     |
| 1956 | Gilbert Scodeller  | Jacques Schoubben        | Jean-Marie Cieleska |
| 1957 | Serge Blusson      | Norbert Kerckhove        | Raymond Impanis     |
| 1958 | Frans Schoubben    | Seamus Elliott           | Pierre Everaert     |
| 1959 | Frans Schoubben    | Pierre Machiels          | Raymond Plaza       |
| 1960 | Raymond Elena      | René Grossier            | Jean Le Lan         |
| 1961 | Michel Stolker     | Albertus Geldermans      | Frans Schoubben     |
| 1962 | Willy Bocklant     | Mies Stolker             | Piet Rentmeester    |
| 1963 | Bas Maliepaard     | Walter Boucquet          | François Hamon      |
| 1964 | Cees Lute          | Bernard Van De Kerckhove | André Foucher       |
| 1965 | Jean Stablinski    | Georges Van Coningsloo   | Jean Graczyk        |